# Política de escritório
Política de escritório é o uso que um faz do seu poder para obter alavancagem sobre a autoridade de outro, e atingir as suas ambições no local de trabalho.
Nos escritórios, os recursos são limitados, o que leva os empregados a competir por eles. Por exemplo, com a abertura de uma vaga para promoção, apresentam-se seis candidatos. Se a selecção tiver por base puramente o mérito, e um dos candidato vê nisso um obstáculo, ele pode usar meios como a coerção ou influência para colocá-lo numa posição mais vantajosa.